# Sidonija Rubido
Contesa Sidonija Rubido Erdődy (n. 1819, Zagreb, Regatul Croației, Monarhia Habsburgică – d. 1884) a fost prima prima donna de operă din Croația și o membră importantă a Mișcării Iliriene.

## Origini
Familia Rubido de Madrid provenea din Regatul Castiliei, unde a fost înnobilată în secolul al XII-lea. Ramura croată a familiei a ajuns în Croația în prima jumătate a secolului al XIX-lea.

## Viața
Sidonija Rubido Erdődy s-a născut pe 7 februarie 1819, în reședința Razor, lângă un loc numit Sf. Petru, pe muntele Sveta Gora (Muntele Sfânt) în Capela Doamnei Noastre din Ierusalim. La acel moment nu exista nicio maternitate în Zagreb, dar numele ei a fost trecut în registrul nașterilor în Parohia Sfântului Mark. Sidonija a început o școală primară înGornja Rijeka prin începerea construcției unei școli noi. Astăzi, școala primară din Gornja Rijeka îi poartă numele.
Sidonija Rubido a răspuns idealurilor Mișcării Iliriene din tinerețe prin educația ei muzicală remarcabilă. Ea exersa foarte mult pentru a juca rolul principal în spectacolul de operă Ljubav i zloba (Dragoste și răutate) de Vatroslav Lisinski, care a avut premiera pe 28 martie 1846.
Ivan Peklic a scris o carte despre viața ei - Sidonija Rubido Erdody: Prva Hrvatska Primadona.

## Legenda
În 1858 a fost prima care a cântat Imnul Croației din castelul ei din Gornja Rijeka, Zagorje, deși nu există nicio dovadă istorică care să confirme legenda.

## Legături externe
- hr  Sidonija Rubido